# Ядвіга Ягеллонка (1408–1431)
Ядвіга Ягеллонка (нар. 8 квітня 1408, пом. 8 грудня 1431) — польська королівна та литовська княгиня з династії Ягеллонів.
Донька Владислава II Ягайла та його другої дружини — Анни Цельської. У 1413 році на з'їзді в Єдльні, через відсутність чоловічого потомства її батька, вона була офіційно оголошена спадкоємицею польського та литовського престолів.

## Життєпис
В 1419 зісватана з Богуславом IX, герцогом Слупським, і водночас, через нерішучість поморської сторони, з Фрідріхом, сином Фрідріха I Гогенцоллерна, курфюрста Бранденбурга. У квітні 1421 року між Польщею і Бранденбургом була укладена угода, за якою Ядвіга мала вийти заміж за Фрідріха, коли той досягне повноліття, тобто близько 1427 року. З цієї причини Фрідріх мав якомога швидше приїхати до Польщі, щоб познайомитися з її мовою та звичаями. 12 квітня 1422 року молодий наречений королівни прибув до Польщі. Завдяки таким швидким діям бранденбурзької сторони знову активізувалася партія герцога Слупського в особі короля Сигізмунда Люксембурзького та короля Данії, Швеції та Норвегії Еріка Померанського, коли обидва взяли участь у церемоніях коронації четвертої дружини батька Ядвіги — Софії Гольшанської.
Однак, оскільки у нього народилися сини, король Владислав II Ягайло не поспішав обирати кандидатуру в чоловіки для своєї доньки Ядвіги Ягеллонки. На початку 30-х років XV століття принцесу Ядвігу хотів засватати для свого сина Янус, король Кіпру, але ці зусилля не увінчалися успіхом, оскільки Ядвіга раптово померла.
В отруєнні принцеси звинуватили її мачуху Софію, але джерела вказують, що Ядвіга завжди була слабкою і її смерть могла настати в результаті невизначеної хвороби.
Пам'яті Ядвіги латинська поема Virginum o iubar, o inclita gloria regni, приписувана Адаму Свінці, вміщена в XI книзі «Анналів» Яна Длугоша.